# Juilley
Juilley ist eine französische Gemeinde mit 664 Einwohnern (Stand: 1. Januar 2022) im Département Manche in der Region Normandie. Sie gehört zum Arrondissement Avranches und zum Kanton Pontorson. Nachbargemeinden sind Précey im Nordwesten, Pontaubault im Norden, Poilley im Nordosten, Saint-Aubin-de-Terregatte im Osten, Saint-Senier-de-Beuvron im Südosten, Saint-James im Südwesten und Crollon im Westen.

## Bevölkerungsentwicklung
| Jahr      | 1962 | 1968 | 1975 | 1982 | 1990 | 1999 | 2008 | 2018 |
| --------- | ---- | ---- | ---- | ---- | ---- | ---- | ---- | ---- |
| Einwohner | 535  | 474  | 474  | 458  | 453  | 474  | 579  | 640  |

## Sehenswürdigkeiten

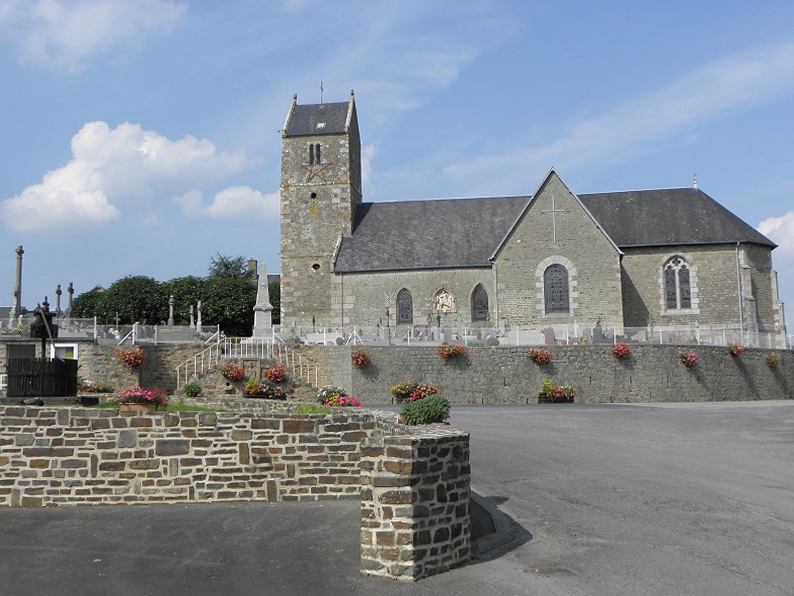
Kirche Saint-Martin

- Kriegerdenkmal
- Kirche Saint-Martin